# Київтеплоенерго
КП «Київтеплоенерго» — один з найбільших у Європі виробників теплової та електричної енергії, постачальник послуг з централізованого опалення і гарячого водопостачання для мешканців та підприємств столиці України — міста Києва.
До складу підприємства входять: дві найбільші в Україні теплоелектроцентралі — ТЕЦ-5 та ТЕЦ-6; чотири теплопостачальні станції — СТ-1 та СТ-2, «Біличі» та «Позняки»; сорок дві районні котельні; розгалужений конгломерат магістральних і розподільчих тепломереж протяжністю 2,7 тис. км, а також єдиний діючий в Україні сміттєспалювальний завод «Енергія».
Відповідно до рішення Київської міської державної адміністрації від 24.04.2018 № 517/4581, з 1 травня 2018 року комунальне підприємство «Київтеплоенерго» стало виконавцем послуг з централізованого опалення та постачання гарячої води у місті Києві.

## Історія компанії
Централізована система теплопостачання у Києві була збудована в 30-х рр ХХ століття із введенням в експлуатацію у 1936 році теплоелектроцентралі № 3 — ТЕЦ-3 (нині станція теплопостачання № 1).
У 1937 році від ТЕЦ-3 було побудовано дві перші магістралі централізованого теплопостачання довжиною 7 км. ТЕЦ-3 забезпечувала опаленням 15 споживачів із загальною приєднаною тепловою потужністю 7,2 Гкал/год (8,35 МВт).
Після окупаційного періоду (1941—1943 рр.), коли ТЕЦ-3 і більша частина тепломереж була зруйнована, розпочалося відновлення теплозабезпечення у місті Києві, яке тривало до 1945 року.
До 1950 року на ТЕЦ-3 введені у дію три нових котлоагрегати, збільшено довжину теплових мереж до 38 км. Теплопостачання здійснювалося до 299 споживачів із приєднаною тепловою потужністю 81 Гкал/год (93,96 МВт).
У 1954 році введено в експлуатацію теплоелектроцентраль № 4 (нині Дарницька ТЕЦ). У 1960 році кількість споживачів і довжина теплових мереж збільшилася у 4 рази — до 1266 споживачів і 142 км. При цьому приєднана потужність зросла майже у 7 разів — до 564 Гкал/год (654,24 МВт).
У 60-х роках у зв'язку із розбудовою міста Києва на житлових масивах Відрадний та Нивки почали будуватися великі районні котельні з установленою тепловою потужністю вище ніж 100 Гкал/год (116 МВт). Крім того, на ТЕЦ-3 введено в роботу два водогрійні котли ПТВМ-100 потужністю 100 Гкал/год (116 МВт) кожен.
У 1970 році забезпечено теплопостачання до 5152 споживачів. Довжина теплових мереж становила 618 км, а приєднана потужність — 2470 Гкал/год (2865,2 МВт).
У 1971 році введено в роботу перший енергоблок на теплоелектроцентралі № 5. До 1977 року на ТЕЦ-5 працювало три водогрійних котли ПТВМ-180 тепловою потужністю 180 Гкал/год (208,8 МВт) кожний. Для транспортування теплової енергії було прокладено трубопроводи діаметром 700—1000 мм і протяжністю 15,5 км.
У 1982 році введено в роботу перший енергоблок на теплоелектроцентралі № 6, яка була збудована для теплозабезпечення на той час нових житлових масивів — Оболонь, Виноградар, Мінський, а також для закриття значної кількості малих котелень.
До 1986 року, вперше в СРСР, на ТЕЦ-6 були введені в експлуатацію чотири водогрійних котла ПТВМ-180 тепловою потужністю 180 Гкал/год (208,8 МВт) кожний.
27 вересня 2001 року Київська міська державна адміністрація (КМДА) та Акціонерна енергопостачальна компанія «Київенерго» уклали Угоду щодо реалізації проекту управління та реформування енергетичного комплексу м. Києва. Відповідна угода діяла протягом 17 років (до 2018 року).
У 2010 році завершено будівництво першої черги станції теплопостачання «Позняки».
3 травня 2017 року, розпорядженням КМДА № 515, утворена робоча група з питань опрацювання проекту рішення про припинення угоди між КМДА і Київенерго від 27.09.2001.
Проведено технічний, фінансовий та правовий аудит взаємовідносин міста та ПАТ «Київенерго». Аудит виконувала одна з найбільших у світі міжнародних компаній, що надає професійні аудиторські послуги, та одна з компаній «Великої четвірки» «Ernst&Young Global Limited».
20 червня 2017 року Київрада ухвалила рішення про припинення Угоди щодо реалізації проекту управління та реформування енергетичного комплексу м. Києва від 27.09.2001, укладеної між КМДА та ПАТ «Київенерго».
З 1 травня 2018 року, відповідно до рішення КМДА від 24.04.2018 № 517/4581, комунальне підприємство «Київтеплоенерго» стало виконавцем послуг з централізованого опалення та постачання гарячої води. На баланс Київтеплоенерго було передано теплові мережі, котельні, теплові пункти, прилади обліку та ін.
14 червня 2018 року Національною комісією, що здійснює державне регулювання у сферах енергетики та комунальних послуг (НКРЕКП), надано КП «Київтеплоенерго» ліцензії на виробництво теплової та електричної енергії на ТЕЦ-5 та ТЕЦ-6. Відповідні ліцензії набули чинності 1 серпня 2018 року.
27 липня 2018 року Київтеплоенерго отримало від НКРЕКП ліцензію на право провадження господарської діяльності з перероблення побутових відходів за місцем провадження господарської діяльності для сміттєспалювального заводу «Енергія». Ліцензія набула чинності 1 серпня 2018 року.
1 серпня 2018 року на баланс комунального підприємства «Київтеплоенерго» були передані джерела виробництва теплоенергії — ТЕЦ-5 і ТЕЦ-6, а також сміттєспалювальний завод «Енергія».

## Діяльність
Київтеплоенерго є виконавцем послуг з постачання централізованого опалення та гарячої води у місті Києві.
Напрямки виробничої діяльності:
- виробництво теплової та електричної енергії;
- транспортування та реалізація теплової енергії.

Виробнича потужність КП «Київтеплоенерго»:
- теплова потужність — 8867 Гкал/год;
- електрична потужність — 1200 МВт.

Підприємство забезпечує:
- 15 703 будівлі — тепловою енергією (опаленням);
- 14 787 будівель — гарячою водою.

У 2020 році «Київтеплоенерго» розпочало створення комплексної системи кіберзахисту теплоенергетичної інфраструктури Києва.

## Структурні підрозділи
Київтеплоенерго об'єднує шість структурних підрозділів, в яких працює понад 8 тисяч працівників. Це:
- Київські теплові мережі
- Київські теплоелектроцентралі
- Завод «Енергія»
- Енергозбут
- Автотранспорт
- Енергоналадка

### СП «Київські теплові мережі»

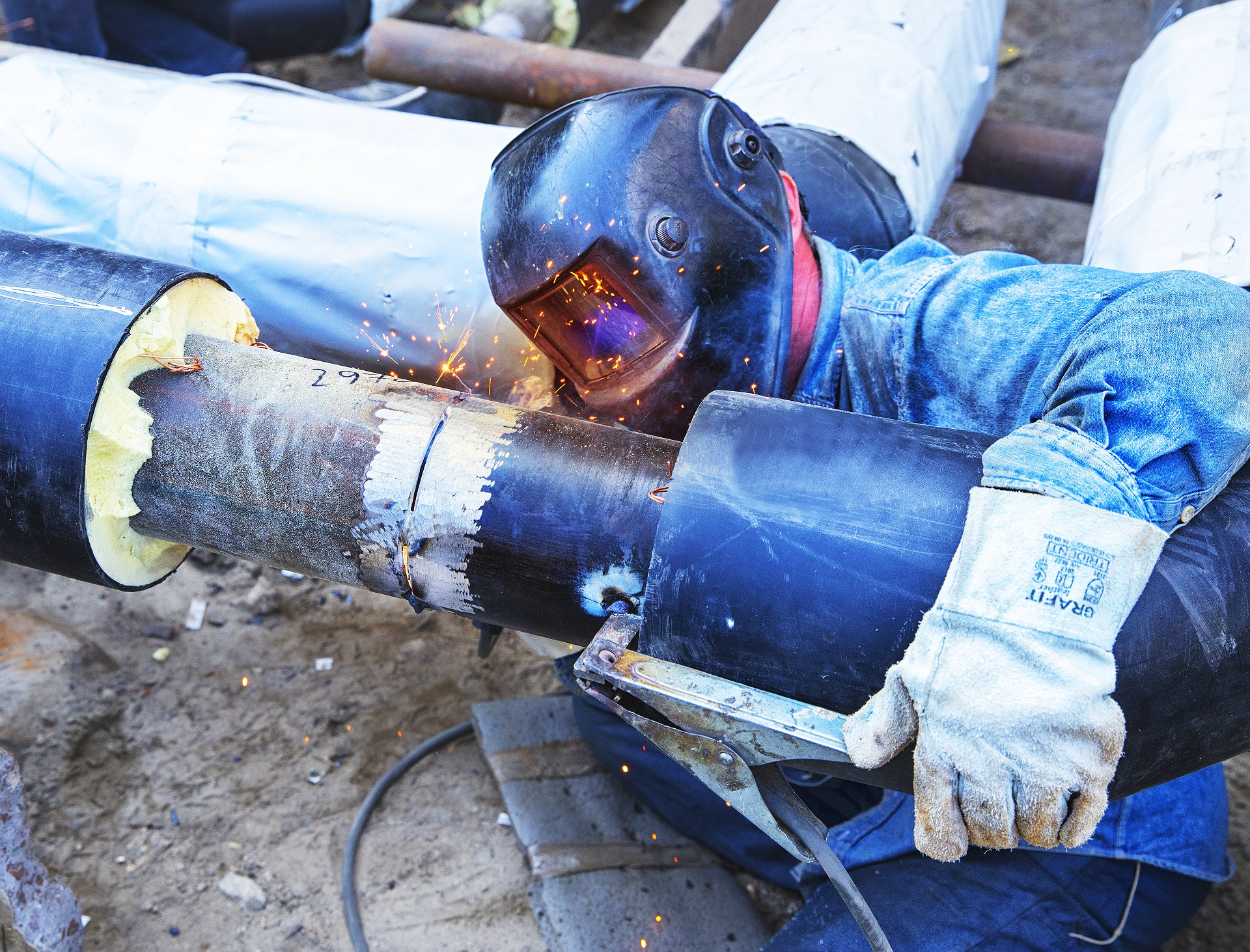
Проведення зварювальних робіт на тепловій мережі

Київські теплові мережі — найбільший структурний підрозділ КП «Київтеплоенерго», який здійснює весь спектр робіт: від виробництва теплової енергії на теплоджерелах до її транспортування і розподілу у будинки.
Київські теплові мережі — це:
- 7 районів теплових мереж («Центр», «Святошино», «Нивки», «Поділ», «Печерськ», «Дарниця», «Троєщина»);
- понад 2 700 км теплових мереж у двотрубному обчисленні;
- 19 насосних станцій;
- 2 946 центральних та індивідуальних теплових пунктів;
- 4 станції теплопостачання;
- 11 районних і 168 квартальних котелень.

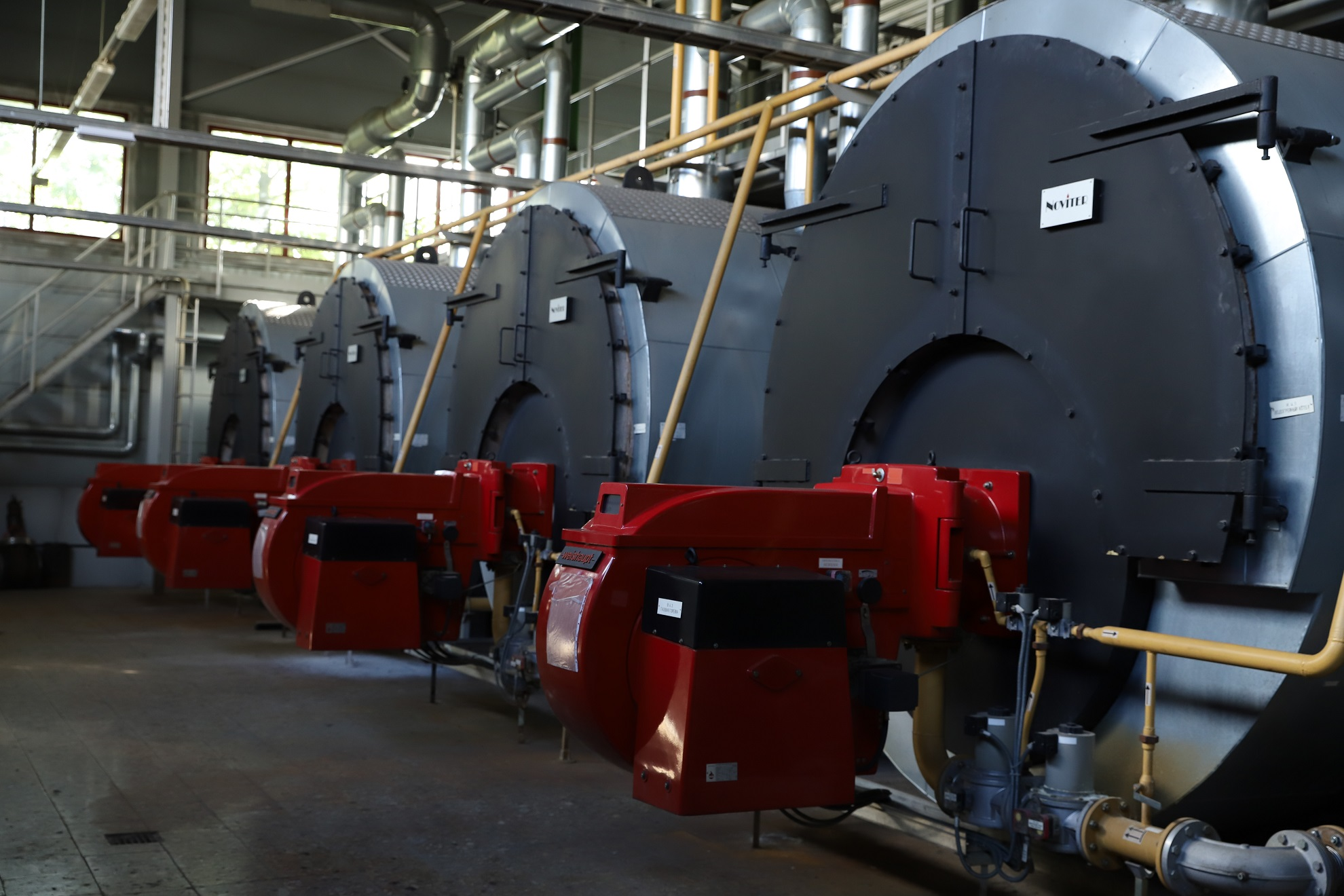
Сучасні водогрійні котли

У підрозділі працює понад 5 тисяч спеціалістів і сформовано 32 аварійно-відновлювальні бригади.
У 2019 році у Київських теплових мережах створено службу з відновлення асфальтобетонного покриття після аварійних розриттів.
Для транспортування і розподілу теплової енергії від джерел централізованого теплопостачання у Києві функціонує складна, розгалужена система магістральних і розподільчих теплових мереж.
Теплові мережі міста переважно прокладені у непрохідних залізобетонних каналах з підвісною ізоляцією з мінеральної вати.
Значна частина тепломереж столиці потребує заміни, тому у 2019 році КП «Київтеплоенерго» розпочало програму модернізації трубопроводів, що відпрацювали свій нормативний термін експлуатації. Протягом 2019 року підприємство замінило 130 км найбільш зношених теплових мереж. Це дозволило в опалювальному сезоні 2019/2020 знизити аварійність тепломереж на 10 %.
Директор СП «Київські теплові мережі» — Василь Деревицький [Архівовано 3 Липня 2020 у Wayback Machine.].
Адреса: м. Київ, вул. Кудряшова, 15.

### СП «Київські ТЕЦ»

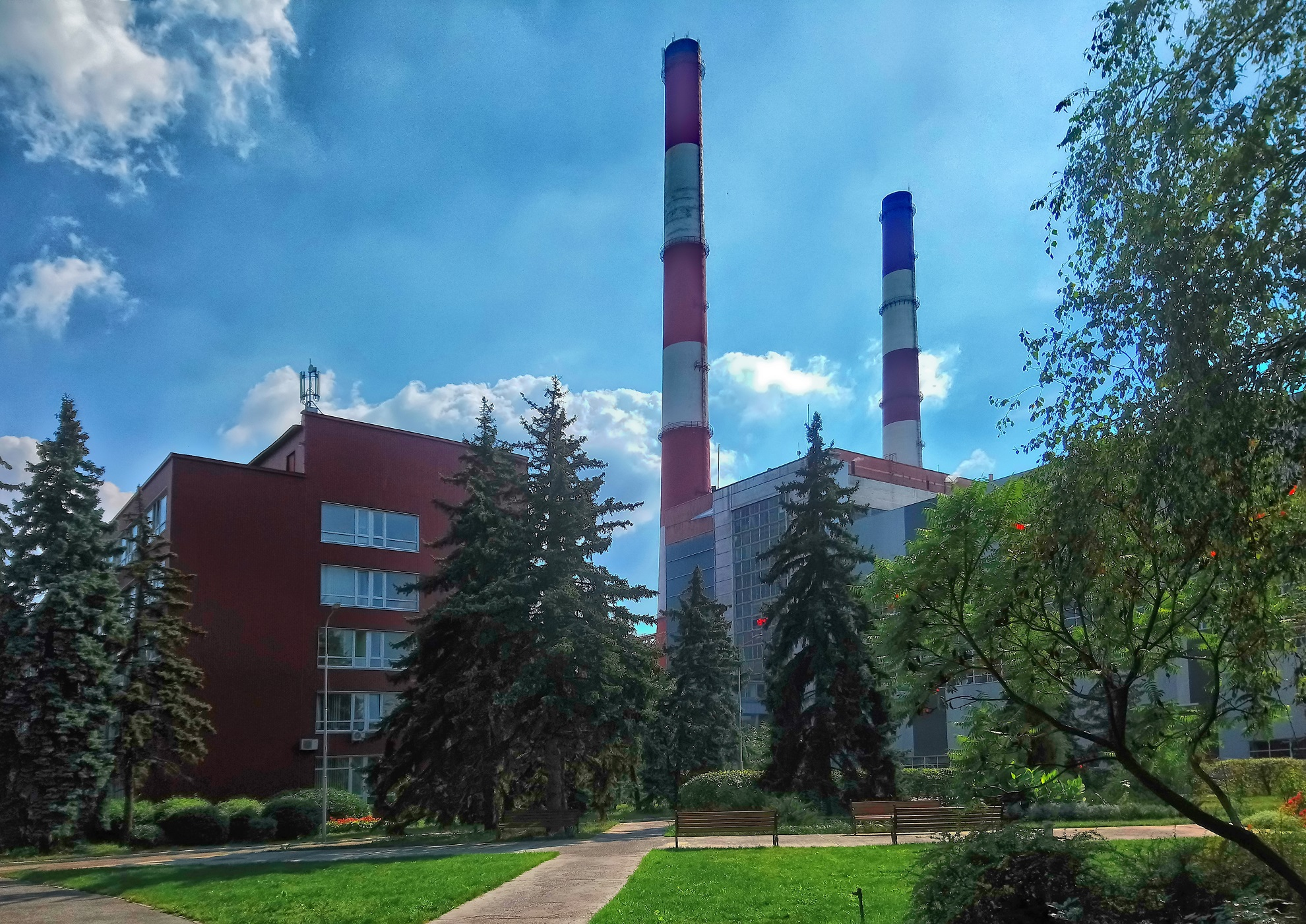
ТЕЦ-5 (загальний вигляд)

Київські ТЕЦ– структурний підрозділ КП «Київтеплоенерго», до складу якого входять столичні ТЕЦ-5 та ТЕЦ-6.
Теплоелектроцентралі виробляють теплову та електричну енергію для міста Києва.
Загальна встановлена електрична потужність — 1200 МВт, теплова потужність –3614 Гкал/год.
Директор СП «Київські ТЕЦ» — Олександр Шевченко [Архівовано 3 Липня 2020 у Wayback Machine.].

#### ТЕЦ-5

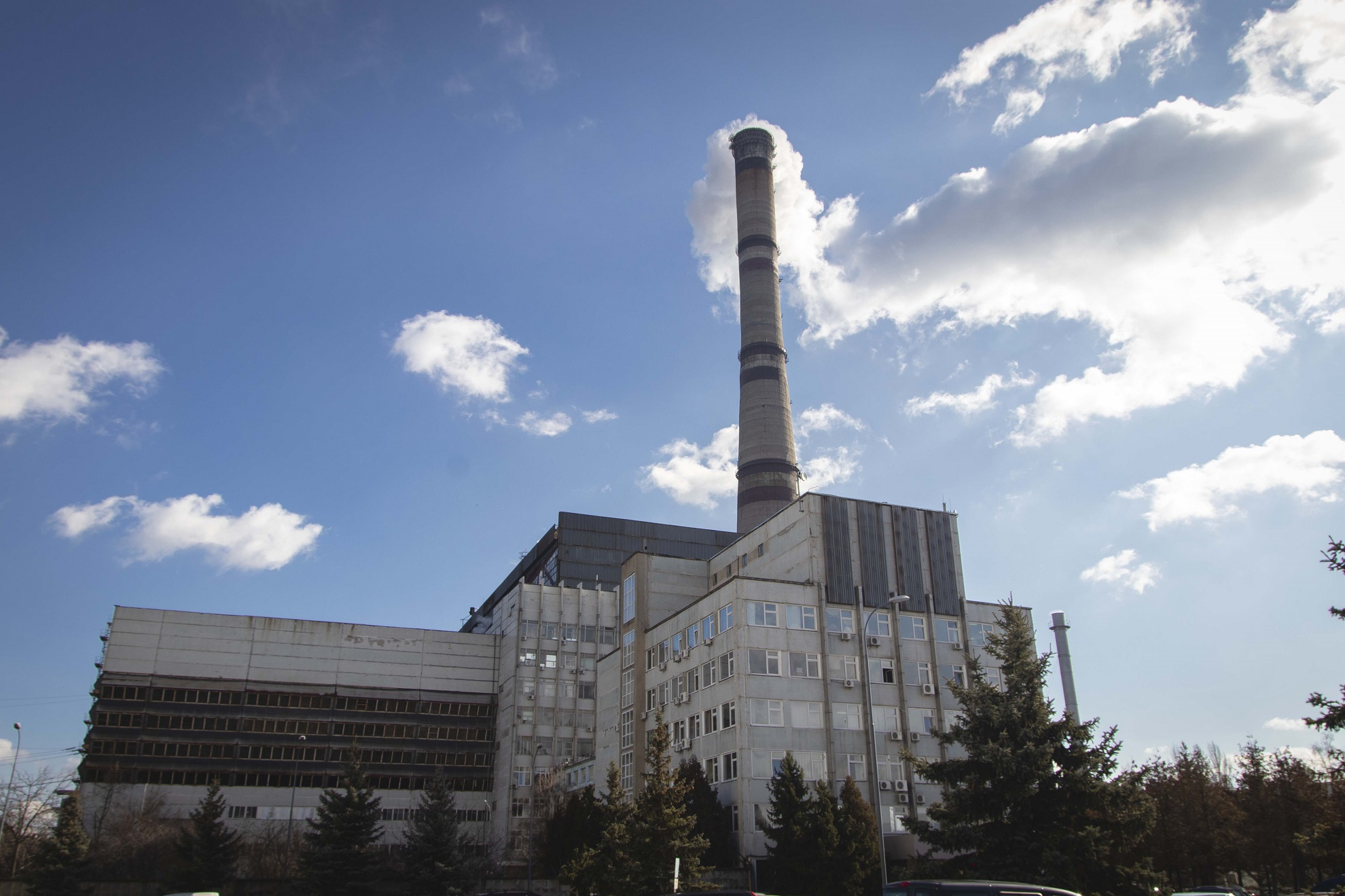
ТЕЦ-6 (загальний вигляд)

ТЕЦ-5 — найбільша та найпотужніша теплоелектроцентраль в Україні.
Рік запуску в роботу першого енергоблоку — 1971.
Встановлена теплова потужність — 1874 Гкал/год.
Встановлена електрична потужність — 700 МВт.
Основне паливо — природний газ. Резервне паливо — мазут.
Видача електричної енергії від ТЕЦ-5 здійснюється повітряними і кабельними лініями електропередач напругою: 330, 110, 35 та 10 кВ.
Теплова енергія відпускається шістьма магістральними трубопроводами діаметрами 600—1200 мм.
ТЕЦ-5 забезпечує гарячою водою і опаленням клієнтів у 5 районах міста Києва (Дарницький, Солом'янський, Печерський, Голосіївський, Шевченківський) і у 6 житлових масивах (Харківський, Позняки, Осокорки, Русанівка, Березняки, Теремки).
Адреса: м. Київ, вул. Промислова, 4.

#### ТЕЦ-6
ТЕЦ-6 — наймолодша теплоелектроцентраль України.
Рік запуску в роботу першого енергоблоку– 1982.
Встановлена теплова потужність — 1740 Гкал/год.
Встановлена електрична потужність — 500 МВт.
Основне паливо — природний газ. Резервне паливо — мазут.
Видача електричної енергії від ТЕЦ-6 здійснюється повітряними лініями електропередач напругою 330 та 110 кВ.
Теплова енергія відпускається чотирма магістральними трубопроводами діаметрами 1000—1200 мм.
ТЕЦ-6 забезпечує гарячою водою і опаленням клієнтів у 5 районах міста Києва (Дарницький, Деснянський, Оболонський, Подільський, Шевченківський) — а це близько третини споживачів столиці.
Адреса: м. Київ, вул. Пухівська, 1-А.

### СП "Завод «Енергія»

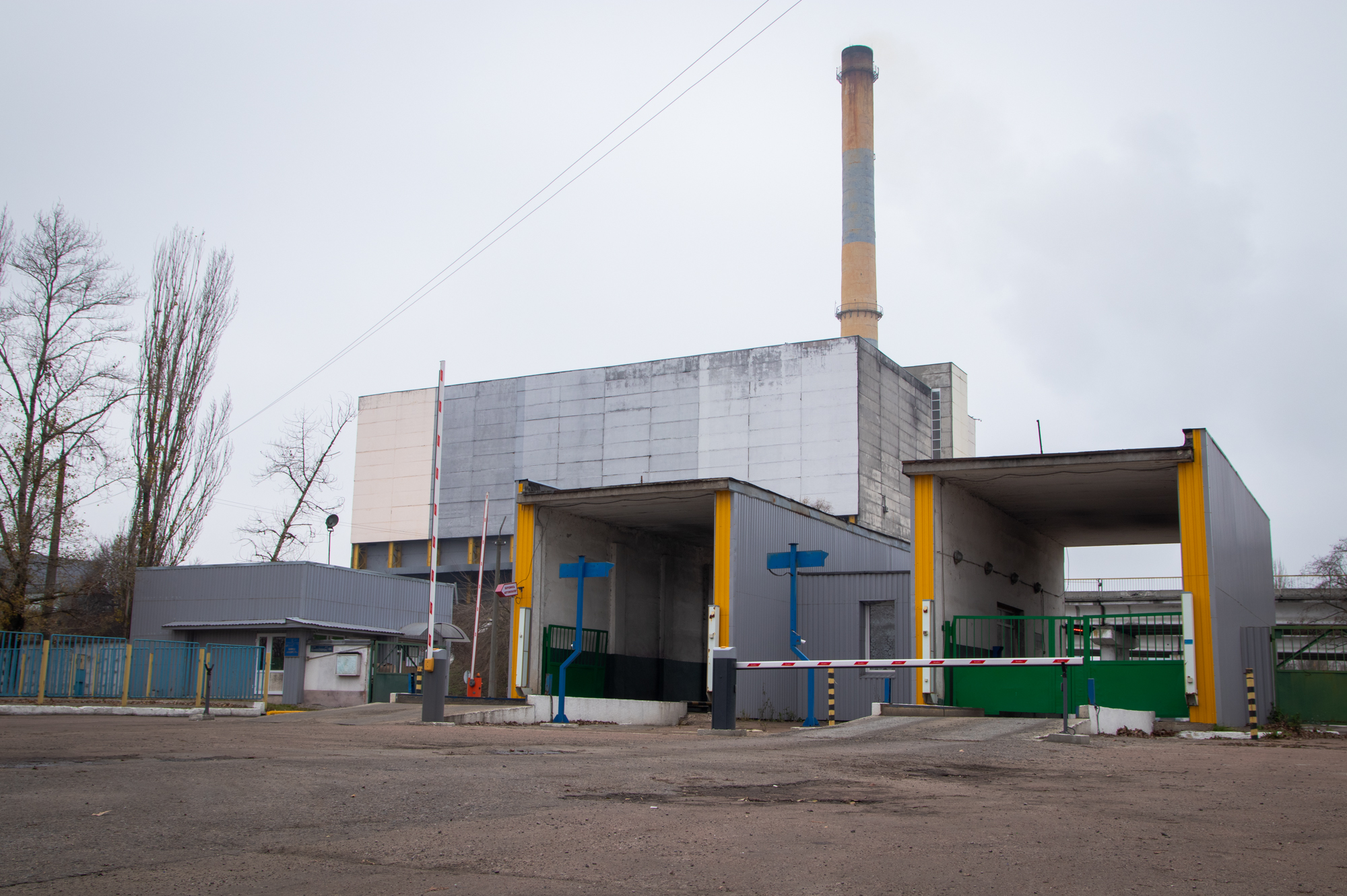
Завод «Енергія» (центральний проїзд та вагова)

Завод «Енергія» — структурний підрозділ КП «Київтеплоенерго».
«Енергія» — єдиний діючий в Україні сміттєспалювальний завод, який спалює тверді побутові відходи і виробляє теплову енергію.
Рік введення в експлуатацію– 1987.
Щодоби завод «Енергія» приймає та спалює до 750 тонн твердих побутових відходів — це понад 25 % від загальної кількості сміття у м. Києві.
Теплова енергія, яка утворюється на заводі при спалюванні сміття, забезпечує теплом та гарячою водою мешканців столичного масиву «Позняки».
Завод виробляє до 200 тис. Гкал теплової енергії в рік і забезпечує опаленням взимку близько 300 багатоповерхівок.
Альтернативний вид палива допомагає економити КП «Київтеплоенерго» до 30 млн м3 газу в рік.
Директор СП "Завод «Енергія» — Сергій Крикун [Архівовано 4 Липня 2020 у Wayback Machine.].
Адреса: м. Київ, вул. Колекторна, 44.

### СП «Енергозбут»
Енергозбут — структурний підрозділ КП «Київтеплоенерго»,  який займається обліком відпуску теплової енергії та її продажем, а також розрахунками за надані послуги.
Основні напрямки діяльності:

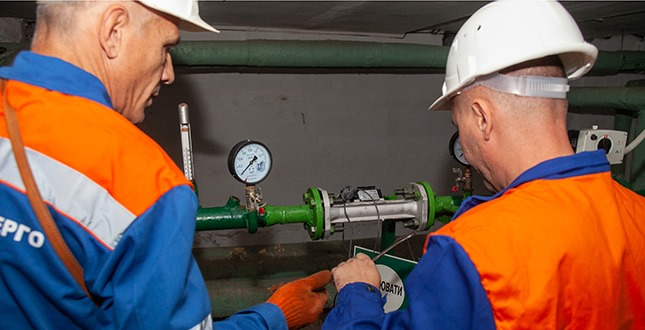
Зняття показань загальнобудинкового лічильника

- ведення обліку продажу теплової енергії;
- проведення нарахувань за спожиті послуги;
- укладання договорів;
- організація прийому клієнтів та ведення комунікації з ними;
- організація друку та доставки платіжних документів.

До складу СП «Енергозбут» входять 5 центрів обслуговування клієнтів-юридичних осіб [Архівовано 17 Червня 2020 у Wayback Machine.].
Клієнти-фізичні особи можуть отримати необхідну консультацію в комунальному концерні «Центр комунального сервісу» (ЦКС) [Архівовано 9 Червня 2020 у Wayback Machine.]. Наразі працює 46 відділень ЦКС, які розміщені у всіх адміністративних районах Києва.
Директор СП «Енергозбут» — Костянтин Лопатін [Архівовано 2 Липня 2020 у Wayback Machine.].
Адреса: м. Київ, вул. Жилянська, 83/53.

### СП «Автотранспорт»

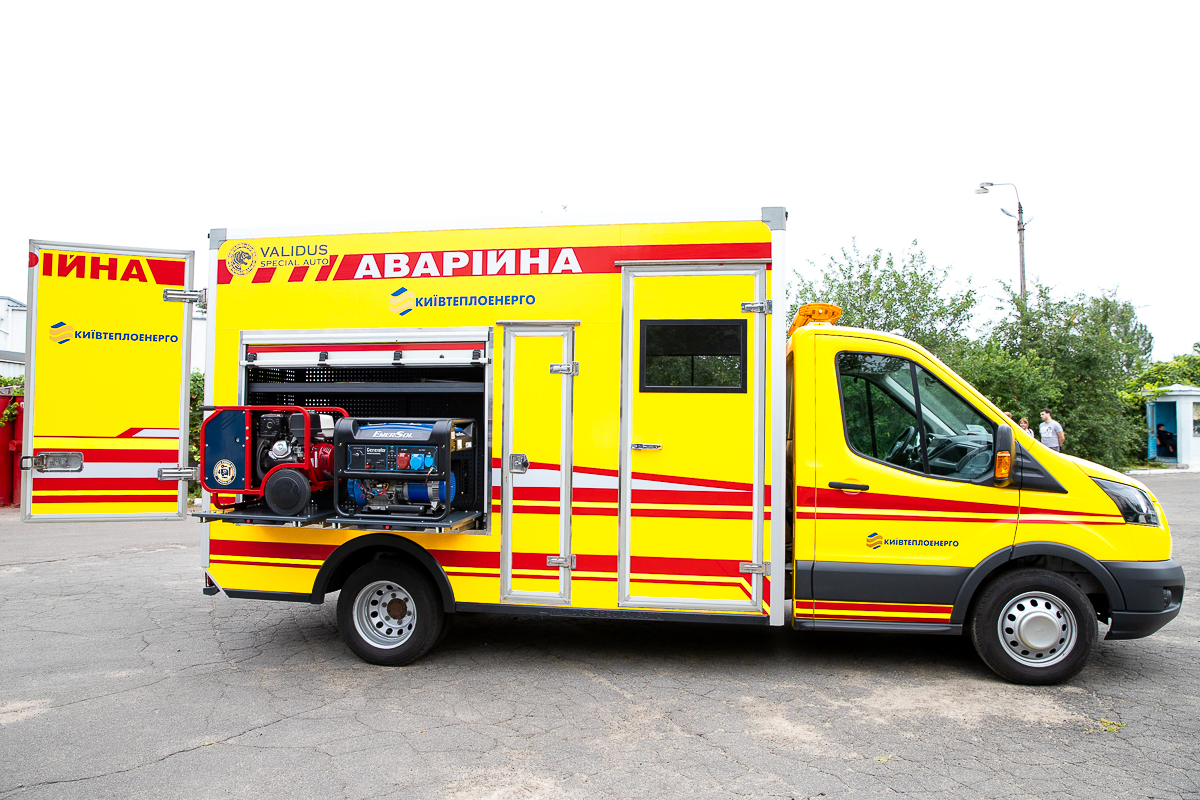
Спецаварійний транспорт

Автотранспорт — структурний підрозділ КП «Київтеплоенерго», що експлуатує та обслуговує легкову та спеціалізовану техніку.
Екскаватори, крани-маніпулятори, самоскиди, автолабораторії, спеціальні аварійні автомобілі та інша спецтехніка забезпечують оперативне реагування аварійно-відновлювальних бригад для проведення ремонтних робіт.
До складу підрозділу входять адміністративний і ремонтний персонал, а також 5 автоколон.
Директор СП «Автотранспорт» — Геннадій Беседін [Архівовано 2 Липня 2020 у Wayback Machine.].
Адреса: м. Київ, вул. Народного ополчення, 16-А.

### СП «Енергоналадка»
Енергоналадка — структурний підрозділ КП «Київтеплоенерго», головним завданням якого є комплексне обслуговування енергетичного обладнання.
Основні напрямки діяльності:

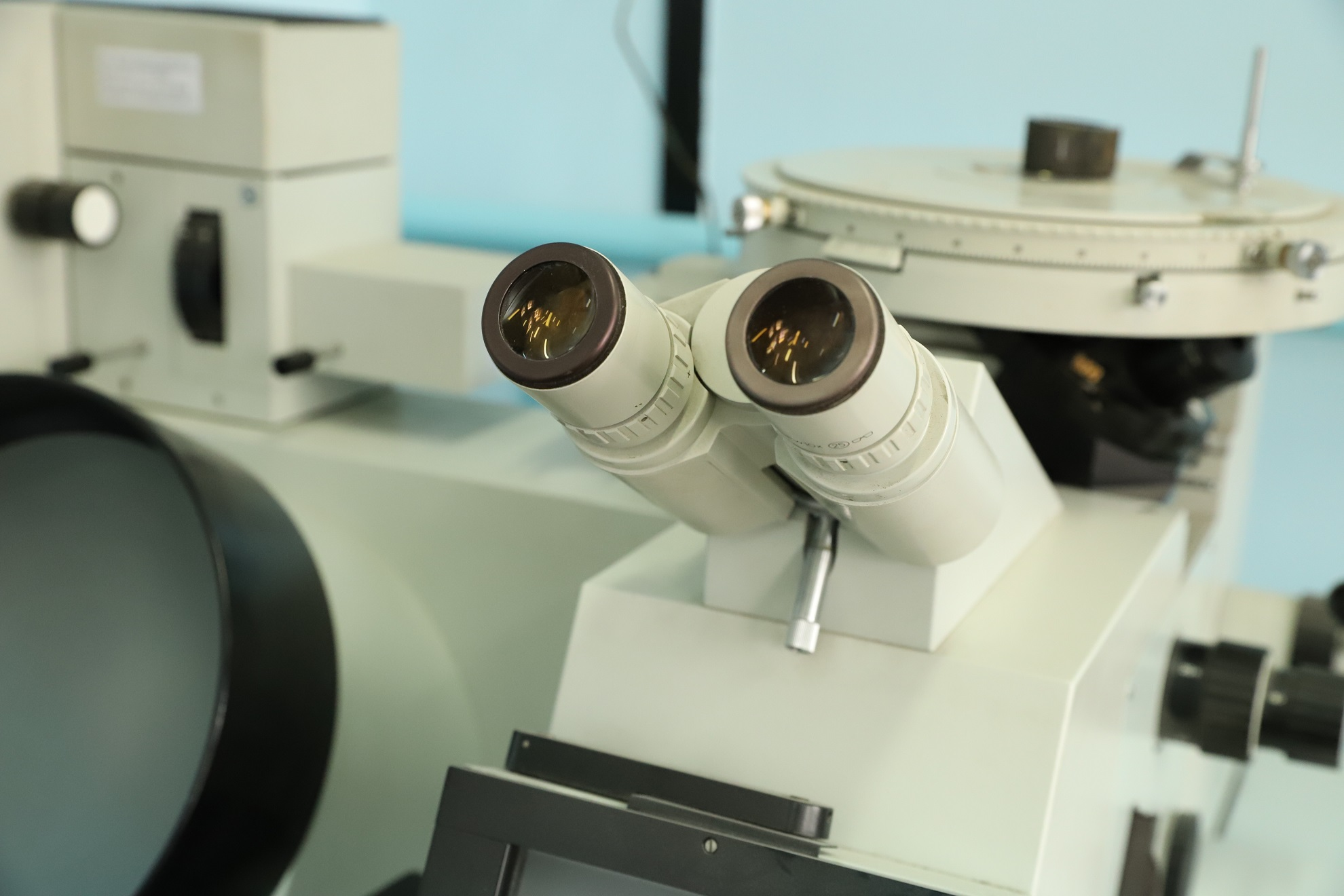
Аналіз якості металів

- перевірка якості та технічна діагностика обладнання;
- налагодження та випробування обладнання ТЕЦ, котелень, теплових мереж, насосів тощо;
- налагодження та діагностика високовольтного електрообладнання;
- діагностика стану металу;
- хімічний та екологічний контроль виробництва.

Директор СП «Енергоналадка» — Олександр Потєхін [Архівовано 2 Липня 2020 у Wayback Machine.].
Адреса: м. Київ, вул. Гната Хоткевича, 20-А.

## Модернізація теплоенергетичного комплексу
З моменту діяльності підприємства КП «Київтеплоенерго» реалізувало низку стратегічних проектів у напрямку модернізації теплоенергетичного комплексу столиці.
Зокрема:
- На 30 % оновлено парк спецтехніки для усунення пошкоджень та створено спецпідрозділ для відновлення асфальтного покриття після усунення аварій.
- Розроблено стратегію розвитку столичного енергокомплексу та розпочата його реалізація.
- Протягом 2019 року замінено 130 км зношених трубопроводів, що дало змогу знизити тепловтрати у мережах на 2 %, а аварійність — на 10 %.

Для забезпечення опалення використовуються труби з попередньою ізоляцією, гідроізоляцією та аварійною сигналізацією. У майбутньому це значно полегшить пошук пошкоджень тепломереж і забезпечить зменшення термінів проведення ремонту.
Для подачі гарячого водопостачання використовуються гнучкі, легкі та стійкі до перепадів температур і тиску полімерні трубопроводи.
- У 2019 році розпочато масштабний комплекс робіт із модернізації столичних електроцентралей ТЕЦ-5 і ТЕЦ-6.

На ТЕЦ-5 проведено капітальний ремонт енергоблоку № 1, що перебуває в експлуатації вже понад 40 років і від роботи якого залежить надійність і стабільність постачання тепла до будинків. Крім того, встановлено інформаційно-обчислювальні системи в енергоблоці № 4 і в хімічному цеху.
На ТЕЦ-6 вперше за останні 30 років проведено перший етап капітального ремонту димової труби, висота якої 270 метрів. А також проведено реконструкцію градирні — 82-метрової башти, що забезпечує охолодження технічної води в процесі роботи теплоелектроцентралі.
- На сміттєспалювальному заводі «Енергія», який на сьогодні єдиний діючий в Україні, у 2019 році проведено капітальний ремонт електрофільтру № 2, котлоагрегатів № 3 і № 4, бункера твердих побутових відходів.

У 2020 році на заводі розпочнеться будівництво системи хімічної очистки димових газів. Її впровадження дозволить досягти європейських норм щодо викидів в атмосферу, які у середньому в 5 разів нижче дозволених українським законодавством.

## Співпраця з міжнародними організаціями
27 грудня 2018 року КП «Київтеплоенерго» та Київська міська державна адміністрація підписали Меморандум з Європейським банком реконструкції та розвитку (ЄБРР), Міжнародною фінансовою корпорацією, Агентством США з міжнародного розвитку (USAID) щодо міжнародного співробітництва у модернізації та розвитку теплоенергетичного комплексу столиці.
11 квітня 2019 року Київська міська рада схвалила рішення № 517/7173 "Про залучення кредиту ЄБРР комунальним підприємством «Київтеплоенерго».
У травні 2019 році Київська міська рада, КП «Київтеплоенерго» і ЄБРР підписали Угоду про підготовку кредитного фінансування для покращення інфраструктури централізованого теплопостачання м. Києва.
Проектом Угоди передбачено надання кредиту в обсязі до 140 млн євро, який буде спрямований на забезпечення сталої та ефективної роботи ТЕЦ і котелень Києва, підвищення надійності та якості теплопостачання і гарячого водопостачання.
Зокрема:
- модернізація ТЕЦ-5 і ТЕЦ-6;
- впровадження системи SCADA;
- реконструкція та перепідключення споживачів до інших джерел теплопостачання з подальшим закриттям неефективних котелень.